# Guernseypund
Guernseypund (GG£ - Guernsey pound) är den valuta som används på Guernsey, ett område inom Kanalöarna, parallellt med brittiska pund (GBP). Officiell valutakod är GBP dock förkortas Guernseypundet i regel GGP. 1 Pound = 100 pence.
Valutan infördes 1827 i sedelform och kompletterades även med mynt 1830. 
Guernseypundet är giltigt på Kanalöarna samt i Storbritannien, där det dock ofta bemöts med skepsis.
Valutan har en fast växelkurs till 1 GBP, det vill säga 1 GGP = 1 GBP.

## Användning
Valutan ges ut av Treasury of the States of Guernsey - SoG med förvaltning i St. Peter Port.

## Valörer
- mynt: 1 (ovanligt) och 2 (ovanligt) Pound
- underenhet: 1 (penny), 2, 5, 10, 20 och 50 pence
- sedlar: 1, 5, 10, 20 och 50 GGP